# Мічурінський проспект (станція метро, Велика кільцева лінія)
55°41′18″ пн. ш. 37°29′06″ сх. д. / 55.68833° пн. ш. 37.48500° сх. д.
Мічурінський проспект (рос. Мичуринский проспект) — станція Великої кільцевої лінії Московського метрополітену. Розташована у районі Раменки (ЗАО), під вулицею Удальцова біля рогу з Мічурінським проспектом, за яким і отримала свою назву. Відкрита станції 7 грудня 2021 року у складі дільниці «Мньовники» — Каховська».

## Розташування та вестибюлі
Станція розташована в 36-му мікрорайоні Раменок уздовж вулиці Удальцова у її перетину з Мічурінським проспектом. Має два вестибюля, підземний та наземний, а також перехід на станцію «Мічурінський проспект» Солнцевської лінії.
Вихід з підземного вестибюля у підземний пішохідний перехід. Наземний вестибюль розташовано на непарній стороні Мічурінського проспекту і представляє собою окрему одноповерхову будівлю, яке стане загальним вестибюлем для станцій Солнцевської лінії і Великої кільцевої лінії. Вестибюлі сполучені надземним критим пішохідний мостом, через який можна буде потрапити на другий рівень станції Солнцевської лінії. 

## Пересадки
- Метростанцію Мічурінський проспект Солнцевської лінії
- Автобуси: 120, 325, 572, 830, м17

## Конструкція
Колонна трипрогінна мілкого закладення з однією острівною платформою.

## Колійний розвиток
Станція без колійного розвитку.